# Kalliojärvi och Kymmensylinen
Kalliojärvi och Kymmensylinen är en sjö i Finland. Den ligger i kommunen Kuhmo i landskapet Kajanaland, i den centrala delen av landet, 500 km nordost om huvudstaden Helsingfors. Kalliojärvi och Kymmensylinen ligger 175 meter över havet. I omgivningarna runt Kalliojärvi och Kymmensylinen växer i huvudsak barrskog. Den är 19 meter djup. Arean är 1,98 kvadratkilometer och strandlinjen är 17,67 kilometer lång. Sjön  ingår i Uleälvens huvudavrinningsområde. 